# Třída Sjölejonet
Třída Sjölejonet byla třída ponorek švédského námořnictva. Celkem bylo postaveno devět jednotek této třídy. Ve službě byly v letech 1938–1964. V 50. letech ponorky prošly modernizací. Všechny byly vyřazeny.

## Stavba
Byly to první ponorky vyvinuté přímo švédskými loděnicemi (předcházející třídy byly stavěny s německou pomocí). Švédská loděnice Kockums v Malmö postavila v letech 1935–1942 celkem devět jednotek této třídy.
Jednotky třídy Sjölejonet:
| Jméno            | Založení kýlu | Spuštěna      | Vstup do služby | Status                                                                                    |
| ---------------- | ------------- | ------------- | --------------- | ----------------------------------------------------------------------------------------- |
| Sjölejonet (Sle) | 1935          | červenec 1936 | září 1938       | Vyřazena 1959.                                                                            |
| Sjöbjörnen (Sbj) | 1936          | leden 1937    | březen 1939     | Vyřazena 1964.                                                                            |
| Sjöhunden (Shu)  | 1937          | listopad 1938 | prosinec 1939   | Vyřazena 1960.                                                                            |
| Svärdfisken (Sf) | 1939          | květen 1940   | duben 1941      | Dne 18. ledna 1942 poškozena kolizí s bitevní lodí Sverige, opravena 1949, vyřazena 1959. |
| Tumlaren (Tu)    | 1940          | září 1940     | červenec 1941   | Vyřazena 1964.                                                                            |
| Dykaren (Dy)     | 1940          | prosinec 1940 | říjen 1941      | Vyřazena 1959.                                                                            |
| Sjöhästen (Shä)  | 1940          | říjen 1940    | červenec 1941   | Vyřazena 1963.                                                                            |
| Sjöormen (Sor)   | 1940          | duben 1941    | prosinec 1941   | Vyřazena 1964.                                                                            |
| Sjöborren (Sbo)  | 1941          | červen 1941   | květen 1942     | Dne 4. září 1942 se po kolizi potopila, byla vyzvednuta a opravena. Vyřazena 1959.        |

## Konstrukce
Ponorky byly vyzbrojeny dvěma 40mm kanóny, třemi příďovými a jedním záďovým 533mm torpédometem a dvojhlavňovým otočným 533mm torpédometem, který umožňoval střelbu do boku. Neseno bylo celkem 10 torpéd. Pohonný systém tvořily dva diesely MAN o výkonu 2100 hp a dva elektromotory o výkonu 1000 hp, pohánějící dva lodní šrouby. Nejvyšší rychlost dosahovala 16,2 uzlu na hladině a 10 uzlů pod hladinou.

### Modernizace
V 50. letech byla třída modernizována. Odstraněny byly kanóny a dvojitý otočný torpédomet. Velitelská věž měla upravený tvar a ponorky byly vybaveny schnorchelem.